# Aleucanitis judaica
Aleucanitis judaica là một loài bướm đêm trong họ Noctuidae.